# Juan Pablo Carreño
Juan Pablo Carreño (Bucaramanga, 10 de enero de 1978) es un compositor colombiano, cofundador en París de la orquesta Le Balcon. Fue alumno de Gérard Pesson y pensionario de la Academia Francesa en Roma (Villa Médici).

## Biografía
Juan Pablo Carreño estudió en la Pontificia Universidad Javeriana de Bogotá (Colombia) con los maestros Guillermo Gaviria y Harold Vásquez-Castañeda, en la Universidad Internacional de Florida (Estados Unidos) con Orlando Jacinto García y en el Conservatoire de París con los maestros Gérard Pesson, Claude Ledoux y Luis Naón. En el Centro Acanthes, en 2008, siguió igualmente los cursos de composición de Salvatore Sciarrino.
Siendo todavía estudiante en el Conservatorio de París, funda la orquesta Le Balcon (llamada así en homenaje a la obra de Jean Genet, Le Balcon) conjuntamente con el director de orquesta Maxime Pascal, los compositores Mathieu Costecalde y Pedro García, el pianista Alphonse Cemin y el ingeniero de sonido Florent Derex. En colaboración con el artista colombiano Nieto, Juan Pablo Carreño concibe su ópera-vídeo Garras de oro, 2013, a partir de la película muda colombiana homónima de los años 20, censurada y desaparecida durante varios años.
Ha escrito música de cámara (Négatifs, negativo sobre negativo, 2007; Pasillo Emilio, 2017), música para ensamble (Punto muerto, 2010; Auca, I. Plegaria, para 15 músicos, 2014, obra dedicada a la memoria del compositor colombiano Luis Fernando Rizo-Salom), para danza (Sacre#197, música para el espectáculo homónimo de la coreógrafa Dominique Brun), así como música vocal, La digital, 2015, ópera de cámara para 8 cantantes y ensamble en un prólogo, ocho escenas y un epílogo (comisión de la Ópera de Marsella y del ensamble Musicatreize con el apoyo de la Fundación musical Ernst von Siemens), sobre los efectos del envenenamiento por digitoxina, en la cual hace cantar la lengua francesa con fantasía y virtuosismo.
En octubre de 2019 se estrenó en la Catedral Primada de Colombia su obra Una misa, que fue comisionada desde la firma de los acuerdos de Paz de Colombia, para gran orquesta, coros y solistas, a partir de testimonios de víctimas de la violencia en Colombia en diálogo con el texto Officium Passionis Domini de san Francisco de Asís, los textos de la misa del domingo de Pascua y textos de dos de los más grandes pensadores colombianos del siglo pasado: el filósofo Nicolás Gómez Dávila y el escritor Fernando González Ochoa.
Pensionado por la Academia Francesa en Roma (villa Médici) desde octubre de 2011 hasta marzo de 2013, fue igualmente seleccionado en Nueva York para trabajar en 2012 como artista en residencia del International Contemporary Ensemble dentro del programa ICELab.